# Middle-earth Enterprises
Middle-earth Enterprises, anteriormente conocida como Tolkien Enterprises (TE), es el nombre comercial de una división de la compañía de Saul Zaentz, con sede en Berkeley (California); propietaria de los derechos exclusivos a nivel mundial sobre ciertos elementos de los dos libros más famosos de J. R. R. Tolkien: El Señor de los Anillos y El hobbit. Estos elementos incluyen los títulos de dichas obras, los nombres de los personajes que en ellos aparecen, los de los lugares, objetos y eventos que en ellos se describen, así como algunas frases y dichos concretos de los libros. Además, también tiene los derechos sobre algunos elementos con copyright como las producciones teatrales y las películas. Por otra parte Middle-earth Enterprises ha cedido licencias sobre sus derechos a otras compañías para su uso como marcas comerciales y de servicios.

## Orígenes e historia
El propio Tolkien vendió los derechos que ahora ostenta esta empresa a la United Artists en 1968, quienes a su vez se los vendieron a Zaentz en 1976. En 1978, produjo una versión de dibujos animados de El Señor de los Anillos dirigida por el controvertido Ralph Bakshi, que abarcaba, aproximadamente, hasta la mitad del libro.
En 1984 vendió una licencia sobre las marcas y los contenidos de The Lord of the Rings y The Hobbit a Iron Crown Enterprises (I.C.E) para la publicación de un juego de rol ambientado en la Tierra Media. El juego (conocido como MERP, Middle-earth Role-Playing) fue publicado en ese año, junto a numerosos suplementos a lo largo de los 15 años siguientes. En 1999 Tolkien Enterprises rompió sus acuerdos de licencias con ICE debido a una bancarrota temporal de esta última, un estatus legal de protección de compañías en inicio de bancarrota (chapter 11 bankruptcy protection). Esta decisión contribuyó a que en 2001 ICE se declarase definitivamente en bancarrota, pues los juegos basados en la Tierra Media habían sido hasta entonces su principal fuente de ingresos. Tolkien Enterprises firmó entonces un nuevo acuerdo con otra editorial de juegos de rol, Decipher, para una nueva versión del juego de rol sobre la franquicia de Tolkien (titulado El Señor de los Anillos, el juego de rol).
En el periodo de 2001 a 2003, Peter Jackson filmó la exitosa Trilogía cinematográfica de El Señor de los Anillos bajo licencia de TE, ganando 17 Óscars y numerosos premios internacionales. En 2004 Tolkien Enterprises demandó a New Line Cinema por el impago de más de 20 millones de dólares en concepto de regalías, basándose en la diferencia entre los beneficios brutos y netos que había generado La Comunidad del Anillo, y los términos exactos sobre las regalías que habían firmado ambas compañías. En agosto de 2005 se llegó a un acuerdo privado ajeno a los tribunales cuyos detalles no han trascendido.
En 2002 formó parte de los productores del videojuego  La Comunidad del Anillo, basado en el libro homónimo y no en la película. Posteriormente, en 2003, participó en el desarrollo del videojuego de El hobbit, enfocado al público infantil. A finales de 2008 el acuerdo de licencias entre Electronic Arts y Tolkien Enterprises expiró, y los derechos para el desarrollo de videojuegos basados en los libros pasaron a la Warner Brothers.
En 2010 la compañía cambió su nombre a «Middle-earth Enterprises».

## Licenciatarios
Hasta abril de 2009, los acuerdos de licencias registrados por Middle-earth Enterprises eran los siguientes:
- Cine y teatro:
  - con New Line Cinema para las tres películas que se estrenaron entre 2001 y 2003 y los elementos de mercadeo derivados; y
  - con Kevin Wallace para el musical de El Señor de los Anillos.
- Videojuegos:
  - hasta 2009, con Electronic Arts para los juegos basados en los libros y en las películas de New Line Cinema;
  - desde 2009, con Warner Brothers; y
  - con Turbine, Inc. para el juego de rol multijugador masivo The Lord of the Rings Online.
- Otros juegos:
  - con Iron Crown Enterprises (de 1982 a 1999) para los juegos de tablero, los juegos de rol y los juegos de cartas coleccionables;
  - con Decipher, Inc. (de 2001 a 2010) para los juegos de tablero, los juegos de rol y los juegos de cartas coleccionables;
  - con Cubicle 7 Entertainment (desde 2010) para los juegos de tablero, los juegos de rol y los juegos de cartas coleccionables;
  - con Games Workshop para una gama de miniaturas, juegos y revistas;
  - con Game Systems International, Ltd. para el juego por correo;
  - con Sophisticated Games, para una amplia gama de juegos de mesa; y
  - con U. S. Games Systems, Inc.
- Elementos coleccionables:
  - con Prince August para una línea de miniaturas a escala de 32 mm sacada al mercado por su subsidiaria, Mithril Miniatures;
  - con Danbury Mint para una variedad de objetos relacionados con la obra como relojes, copas, cajitas, etc;
  - con Royal Selangor International, para una gama de copas de peltre, jarras y piezas de ajedrez; y
  - con Lladró Comercial, S. A..